# Бузайен, Рауф
Рауф Бузайен (араб. رؤوف بوزيان‎; род. 16 августа 1970, Сус) — тунисский футболист, завершивший игровую карьеру.

## Клубная карьера
Профессиональную карьеру начал в 1990 году во французском клубе «Лаваль», в котором сыграл 130 матчей и забил 22 гола. С 1995 по 1998 года защищал цвета «Шатору». В 1998 году перешёл в туниский клуб «Клуб Африкэн». В 2001 году вернулся в Европу и играл два сезона в итальянском «Дженоа». Карьеру завершил в сезоне 2003/04, выступая за тунискую команду «Этуаль дю Сахель».

## Карьера в сборной
Дебют за сборную Туниса состоялся в 1992 году. Всего Бузайен за сборную провёл 43 матча и забил 1 гол. Единственный гол он забил 10 июня на чемпионате мира 2002 года в ворота сборной Бельгии.